# 新田正実
新田 正実（にった まさみ、1955年9月15日 - ）は、日本の実業家、公認会計士。元デロイトトーマツファイナンシャルアドバイザリー合同会社代表執行役社長。株式会社KADOKAWA、日本電気株式会社等の監査役を務めた。

## 人物・経歴
宮城県生まれ。横浜国立大学経済学部を卒業後、1979年に監査法人トーマツ（現：有限責任監査法人トーマツ）に入所。
1987年から13年間デロイトトゥシュニューヨーク事務所に勤務、国際税務やM&A等で日系企業の米国進出を支援する。帰国後2001年6月より、監査法人トーマツのファイナンシャルアドバイザリー本部（現：デロイトトーマツ ファイナンシャルアドバイザリー合同会社）の本部長に就任し監査法人内のFA業務の拡大を図るためにデロイトトーマツファイナンシャルアドバイザリー合同会社（DTFA）を設立し、その成長をリードした。
2009年からデロイトトーマツファイナンシャル アドバイザリー合同会社の代表執行役社長に就任した。在任中は、株式会社プロパティ・リスク・ソリューションを子会社化し不動産に対するサービスを強化し、アンカー・マネジメント株式会社をデロイト トーマツ アンカー マネジメント株式会社と社名変更し、完全子会社化した。そして事業再編・再生の実行支援として、チーフリストラクチャリングオフィサーサービス（CROサービス）の提供を開始した。
さらに、グローバル組織であるDeloitte Touche Tohmatsu LLPのFA Global Executive Committee Memberとして、日本におけるFAビジネスの拡大・成長を推進した。
2016年9月に、デロイトトーマツファイナンシャルアドバイザリー社長を退任した。
トーマツグループ退職後は、株式会社KADOKAWA、日本電気株式会社、FWD生命保険株式会社、株式会社サイエンスアーツ等の社外監査役を務め、新田公認会計士事務所の所長としても活動をしている。